# 関東関西連合自動車競走大会
関東関西連合自動車競走大会（かんとうかんさいれんごうじどうしゃきょうそうたいかい、関東関西聯合自動車競走大会）は、1923年（大正12年）7月に日本の大阪市城東練兵場において開催された四輪自動車レースである。日本自動車競走大会の第3回大会にあたる。

## 概要
この大会は、日本自動車競走大会としては初めて東京以外で開催され、関西地方において開催された唯一の大会となった。
大会の詳細な内容は不明だが、東京から遠征してきた12台と、関西の6台が参戦したとされる。

## 会場
この頃から陸軍が自動車の保護と育成に取り組み始めたことから、大阪砲兵工廠の敷地内の城東練兵場を開催地とすることが可能となった。スタート地点は練兵場の北側に置かれた。
レース当日の路面は非常にバンピーで、それに加えて、コーナーは深さ2から3インチの泥濘となっており、高速走行はとても不可能な状態だった。

## 内容
当初は7月1日と2日に開催される予定だったが、両日とも悪天候となったため延期され、7月4日、7日、8日の3日間の日程で開催された。
関西勢はいずれも純粋な市販車で参戦しており、関東からの遠征組が擁したレース用に改造を施した車両に対抗することはできなかった。ドライバーも、関東からの遠征組は藤本軍次ら経験者が揃っており、レースでは関東勢が関西勢を圧倒したと伝えられている。関東勢の中でも、旧式のスタッツに乗った関根宗次の活躍がめざましく、この大会を境にして、関根は藤本らに肩を並べるトップドライバーとみなされるようになったという。
しかし、運営をめぐってトラブルが発生し、東京から遠征してきた12台は途中で全て引き上げたとも言われており、詳細なレース結果はよく伝わっていない。翌月に三菱商事が出稿したグッドイヤーの広告では、（グッドイヤータイヤを使用していた）藤本が3日間で連日数度の1着を獲得したことを記している。
路面状況の劣悪さにより、特にコーナーの泥濘で、木製ホイールやワイヤーホイールを破損させるトラブルがいくつも発生した。一方、この大会の開催は神戸市に拠点を置いていたダンロップ極東支社による支援を受けており、同社の協力により、タイヤは専門家がフィッター（ホイールへの組付けなどを行う）を担って管理し、この大会でタイヤに起因するトラブルは皆無だった。

### 雨天延期の影響
東京からの遠征組は7月1日にレースが開催される予定で大阪に乗り込んでおり、延期により大阪滞在が長引いたことで、滞在費が想定外にかさみ、支払い不能寸前の状態にまでなったという。

### 負傷事故の発生
7月4日の第7レースとして行われたレースは、28号車の高橋幸三郎、9号車の石塚次郎、21号車の八木梅吉の3名で争われ、28号車を追い抜こうとした31号車が横転し、3回転した末に裏返しとなり、運転手の八木は顔を打って流血し、助手の松井隆次も車の下敷きとなる事故が発生した、両名は会場に隣接する大阪砲兵工廠の診療室に運び込まれ治療を受け、松井は幸い軽傷だったが、八木は全治1ヵ月の怪我を負った。
事故はぬかるんだ路面で急にタイヤがスリップを生じ、急制動をかけた拍子に右後輪がパンクし、ホイールが脱落したことによるものと推定されている。

## 運営関係者
- 名誉会長: 山川良三（陸軍大佐）[13][4]
- 審判長: 小林吉次郎（アンドリュース・アンド・ジョージ商会）[14][15]
- 審判: 野沢三喜三、屋井三郎、小林良英[14][15]、R・ダニエル[1][11]
- 合図係（スターター）: R・ダニエル[1][11]

## エントリーリスト
| 車番  | ドライバー           | 車両の登録名（車両名）       | 馬力       | 補足 |
| ----- | -------------------- | ---------------------------- | ---------- | ---- |
| 1     | 比原松熊（中村重忠） | アリアル                     |            | ※    |
| 2     | 伊達秀造             | マーサー                     |            | ※    |
| 3     | 森田捨次郎           | ロコモビル                   |            | ※    |
| 4     | 丸山哲衛             | ロージャー                   | 27         | ※    |
| 5     | 関根宗次             | スタッツ                     | 27         | ※    |
| 7     | 藤本軍次             | ハドソン                     | 24         | ※    |
| 8     | 内山駒之助           | チャルマー・マスターシックス | 26         | ※    |
| 9     | 石塚次郎             | オークランド                 |            | ※    |
| 12    | 菅原敏雄             | テルコ・ビッドル             |            | ※    |
| 15    | 猪俣                 | チャルマー                   |            | ※    |
| 15    | 山中                 | チャルマー                   | [ 注釈 2 ] |      |
| 18    | 刀根六兵衛           | チャンドラー                 |            | ※    |
| 19    | 神戸四郎             | パッカード                   |            |      |
| 20    | 内田勝二             | オールズモビル               |            |      |
| 21    | 清水宣太郎           | パッカード                   | 48         |      |
| 22    | 大西富次郎           | リオ                         | 26         |      |
| 23    | 松井新次郎           | オークランド                 | 15         |      |
| 24    | 嶋田留次郎           | スラビヤ                     |            |      |
| 25    | 平岡卯太郎           | マクスエウル                 |            |      |
| 27    | 川越                 | ペリー                       |            |      |
| 28    | 高橋幸三郎           | リオー                       | 26         |      |
| 29    | 林検太郎             | サクソン                     | 19         |      |
| 30    | 松永挺               | オバランド                   | 14         |      |
| 31    | 工藤義一             | プレミア                     |            |      |
| 31    | 八木梅吉             | （不明）                     |            |      |
| 33    | 竹中賢三             | ペリー                       |            |      |
| 35    | 井上恭一郎           | スクリップブース             |            |      |
| 36    | 益田徳太郎           | パッカード                   |            |      |
| 出典: |                      |                              |            |      |

- ※印 日本自動車競走大会の他の大会でも参戦していた者に付した（東京からの遠征組と思われる）。

## 大会後（名古屋大会）
関東からの遠征組は、往路は参加車両も含めて列車で大阪まで移動し、復路はそれぞれのレーシングカーで自走して東京に帰った。
そして、内山駒之助の提案で、この遠征は帰りは名古屋に寄って、同地でも自動車レースを開催する予定だった。元々の予定では7月13日から15日にかけて開催される予定だったが、雨天のため半月の延期となり、それほど待てない関東勢は参加しないことを決めて帰路に就き、この大会は地元の参加者のみで開催されたと考えられている。